# Itinerarium Antonini

Wichtige römische Fernstraßen in Hispania

Das Itinerarium Antonini (vollständig Itinerarium provinciarum Antonini Augusti) ist ein Verzeichnis der wichtigsten römischen Reichsstraßen, das auch Ortsnamen römischer Siedlungen angibt. Seine Grundform entstand wahrscheinlich am Beginn des 3. Jahrhunderts, die handschriftlich überlieferte Fassung gegen Ende des Jahrhunderts unter Diokletian. Der im Titel genannte Antoninus ist Kaiser Caracalla, mit vollem Kaisernamen Marcus Aurel(l)ius Severus Antoninus.
Das Itinerarium Antonini umfasst nach gängiger Forschungsmeinung 17 Reiserouten (lateinisch Iter = Weg) durch das Römische Reich, zu denen noch zahlreiche Nebenstraßen kommen. Die Zusammenstellung ist im Detail sehr heterogen. Klar scheint zumindest zu sein, dass alle verzeichneten Straßen als viae publicae zu verstehen sind. Dem Itinerarium Antonini sind zahlreiche wichtige Angaben über viele römische Siedlungsnamen zu verdanken, auch wenn manche Informationen ungenau sind. Im Gegensatz zur Tabula Peutingeriana enthält das Itinerarium Antonini keine kartenartigen Darstellungen.
Mit dem Straßenverzeichnis ist ein als Itinerarium Antonini Augusti maritimum bezeichnetes Verzeichnis von Schifffahrtsrouten überliefert.